# Diorama

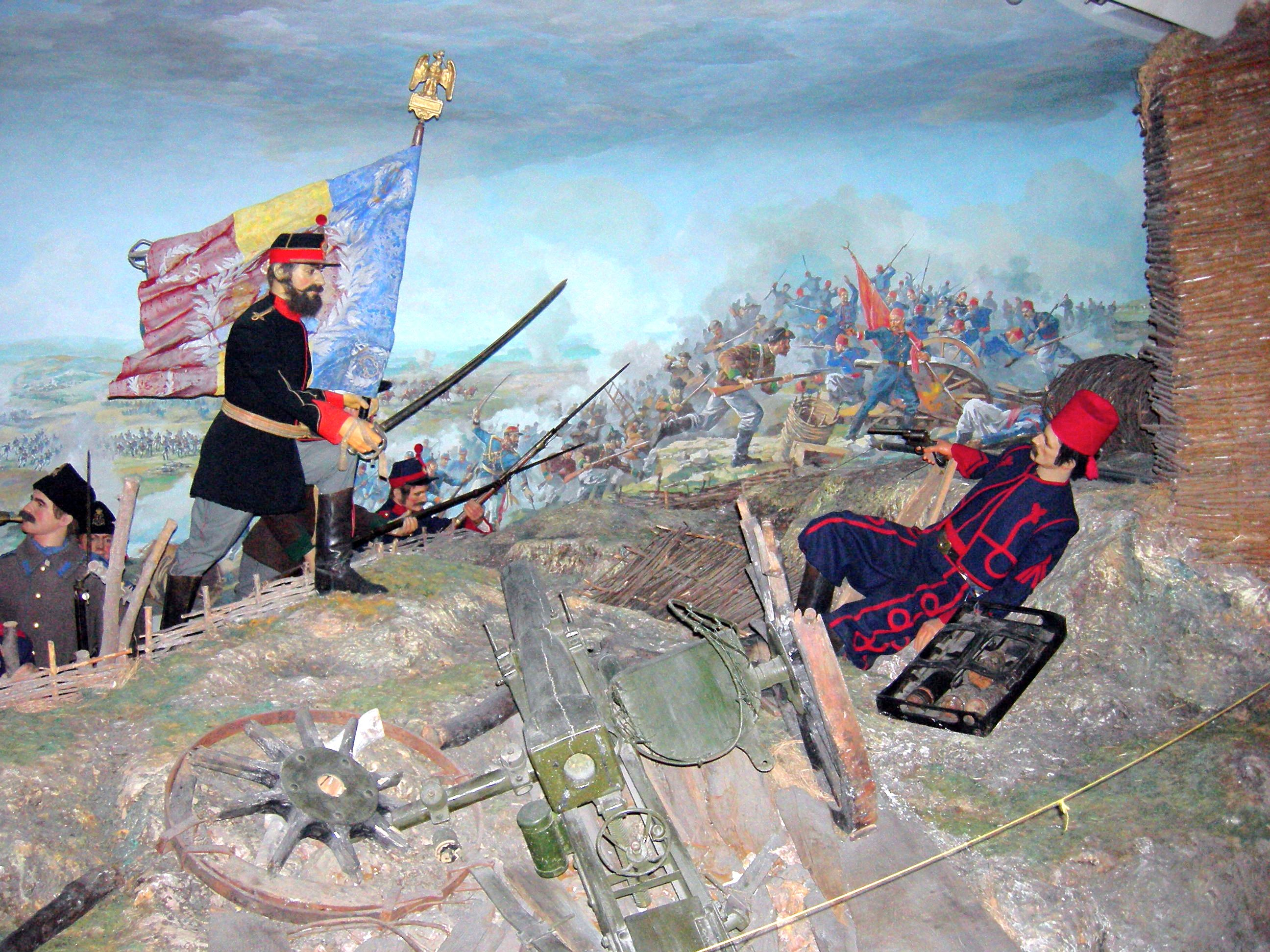
Diorama przedstawiająca bitwę pod Plewną, Muzeum Wojskowości w Bukareszcie

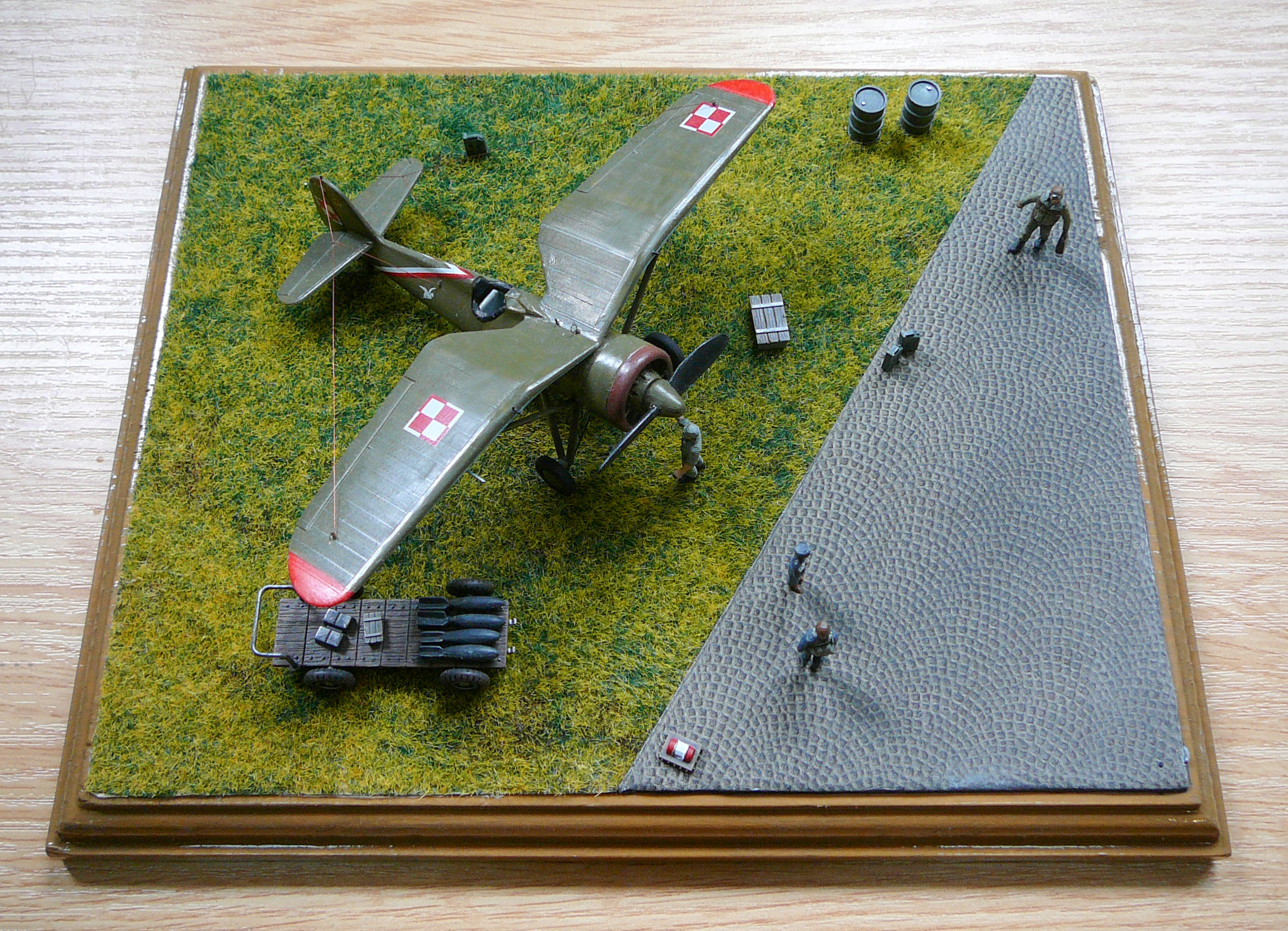
Modelarska diorama PZL P-11c

Diorama (z gr. dioráō „widzę na przestrzał”) w malarstwie – rodzaj obrazu w głębokim obramowaniu, gdzie pewne jego części są nieprzezroczyste, malowane na płótnie, a inne przezroczyste są malowane na cienkim materiale techniką laserunkową. Oświetlany z dowolnej strony w ciemnym pomieszczeniu, pozwala na uzyskanie efektów plastycznych w przestrzeni (przy użyciu ruchomych źródeł światła może dawać wrażenie ruchu), czasem uzupełniony sztafażem.
Twórcą dioramy był Louis Jacques Daguerre. W 1822 otworzył w Paryżu salę widowiskową w której ukazywał widok wybuchu Wezuwiusza, sceny biblijnego potopu i inne.
Dioramą nazywany jest także rodzaj panoramy, obrazu malowanego na przezroczystej tkaninie, z obu stron jednocześnie, co przy odpowiednim oświetleniu daje wrażenie pełnoplastyczności przedmiotów.

## Modelarstwo
Nieco inną techniką jest rozpowszechniony w XX wieku rodzaj makiety modelarskiej wykonywanej różnymi technikami plastycznymi i modelarskimi, przedstawiającej najczęściej wydarzenia historyczne, sceny przyrodnicze lub modele urbanistyczne. Ze względu na trójwymiarowość jest atrakcyjnym nośnikiem treści edukacyjnych, przez co chętnie wykorzystywana w ekspozycjach muzealnych.
Niektóre firmy modelarskie oferują zestawy złożone z kilku modeli, akcesoriów i plastikowej makiety z odwzorowanymi drogami, ukształtowaniem terenu. Takie dioramy najczęściej zawierają kilka figurek, jeden lub dwa pojazdy, a jako akcesoria służą beczki, barykady, słupy telegraficzne, drogowskazy, worki z piaskiem itp.